# ウェストミンスター橋
ウェストミンスター橋（英: Westminster Bridge）は、ロンドン・テムズ川に架かる橋で、北側のウェストミンスターと南側のランベスを繋いでいる。橋の北側の袂にはウェストミンスター宮殿とビッグ・ベンがある。また南側にはロンドン・カウンティ・ホールや観覧車・ロンドン・アイがある。下流にはハンガーフォード橋とゴールデン・ジュビリー橋、上流にはランベス橋がある。
橋は主に緑色で塗られているが、これは庶民院の座席と同じ色である。庶民院は、国会議事堂として使われているウェストミンスター宮殿の中で、この橋に近い側に位置している。ランベス橋は赤く塗られているが、これは貴族院の座席と同じ色である。2005年から2007年にかけて全面改修工事が行われ、鉄製の鼻隠の交換や、橋全体の再塗装が行われた。
現在の橋は1862年竣工の2代目である。1981年に、イギリス指定建造物の第二級建築物に指定されている。
この橋はロンドンマラソン創始期にはゴール地点として用いられていた。

## 橋の歴史

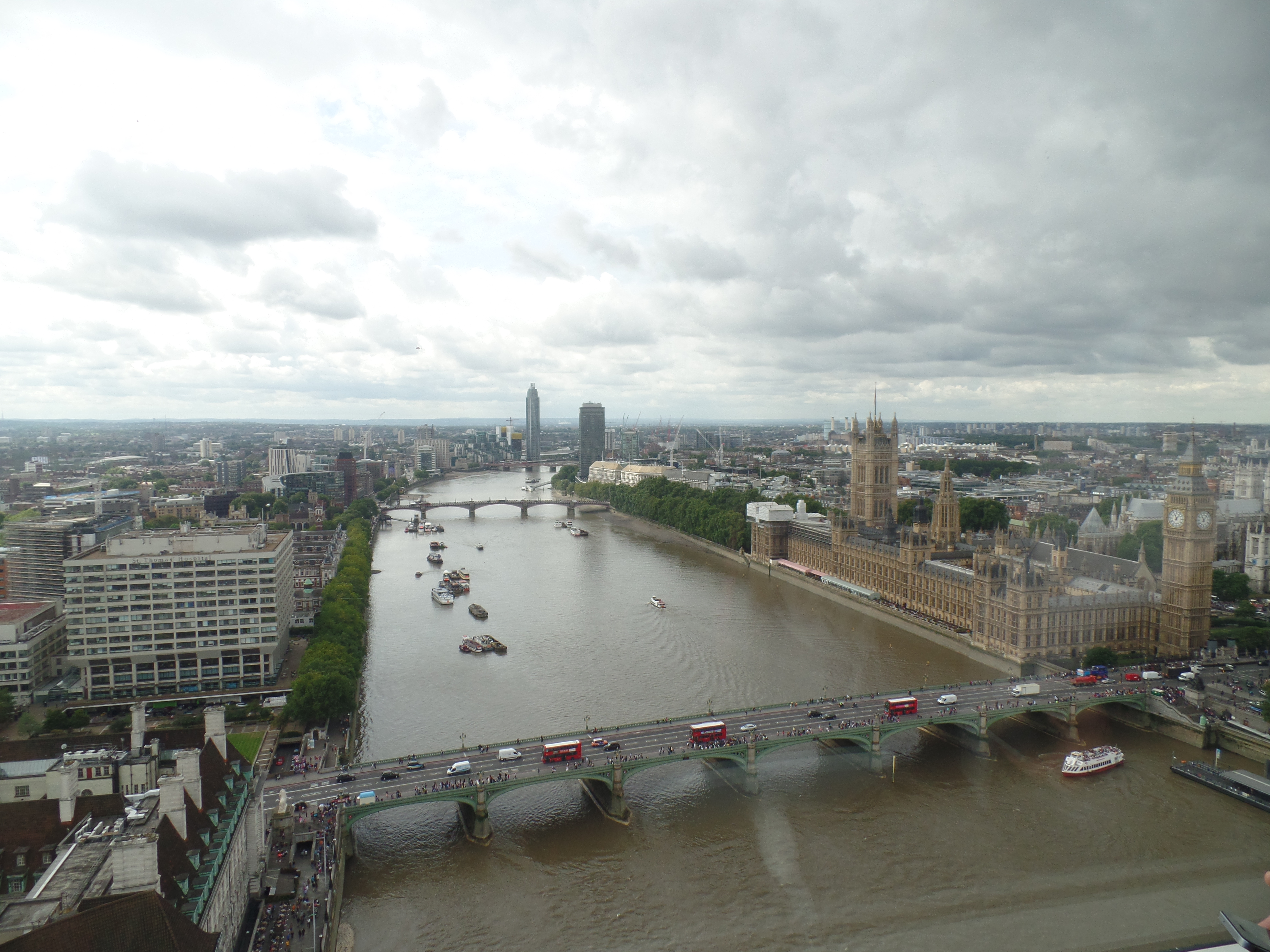
ロンドン・アイから

ロンドン橋に最も近い橋は、600年以上ロンドン南西部のキングストン・アポン・テムズ（キングストン）に掛けられたもので、ウェストミンスターでは渡し舟が川の両岸を結んでいた。1664年に橋を架ける計画が提案されたが、シティ・オブ・ロンドン自治体や船頭たちの反対に遭った。1722年にも橋の構想が浮上したが、強い反対意見が出された。1729年にパトニーに新しい木製の橋・パトニー橋が掛けられると、議会はついに1736年にウェストミンスター橋建設を許可した。建設資金は個人資産や宝くじ、譲与金などで賄われ、1739年から1750年にかけて建設された。橋のデザインはスイス人建築家・Charles Labelyeが担当した。
この橋は、ウェスト・エンドから南ロンドンやサウス・コースト港へ向かう交通の手段として、必要とされていたものだった。この橋が無ければ、ウェスト・エンドからの運送は、混雑したストランド街やニュー・オックスフォード街などを通って、ロンドン橋に向かわなくてはならなかった。
シティ・オブ・ロンドンはウェストミンスター橋に対抗して、1760年から1763年にかけて、ロンドン橋周辺の建物を除いて拡幅する工事を実施した。シティはブラックフライアーズ橋の建築も開始し、この橋は1769年に開通した。他にも、キュー橋（1759年）、バタシー橋（1773年）、リッチモンド橋（1777年）などがこの時期に掛けられている。
19世紀中程になると、橋は地盤沈下が顕著となり維持費も高額になっていた。このため、橋の架け替えが計画された。現在の橋はトーマス・ペイジが設計し、1862年5月24日に開通したものである。長さ250m・幅26mで、7つのアーチと細かな鉄細工が特徴のこの橋は、ウェストミンスター宮殿の設計者でもあったチャールズ・バリーによってゴシック風細工が施されている。現在では、セントラル・ロンドンのテムズ川に掛かる最も古い橋となっている。
2017年3月22日には、この橋の上で暴走した車が通行人をはね、運転していた男性が国会議事堂の敷地に侵入して40人余りを死傷させるテロ事件が発生した。

### ギャラリー

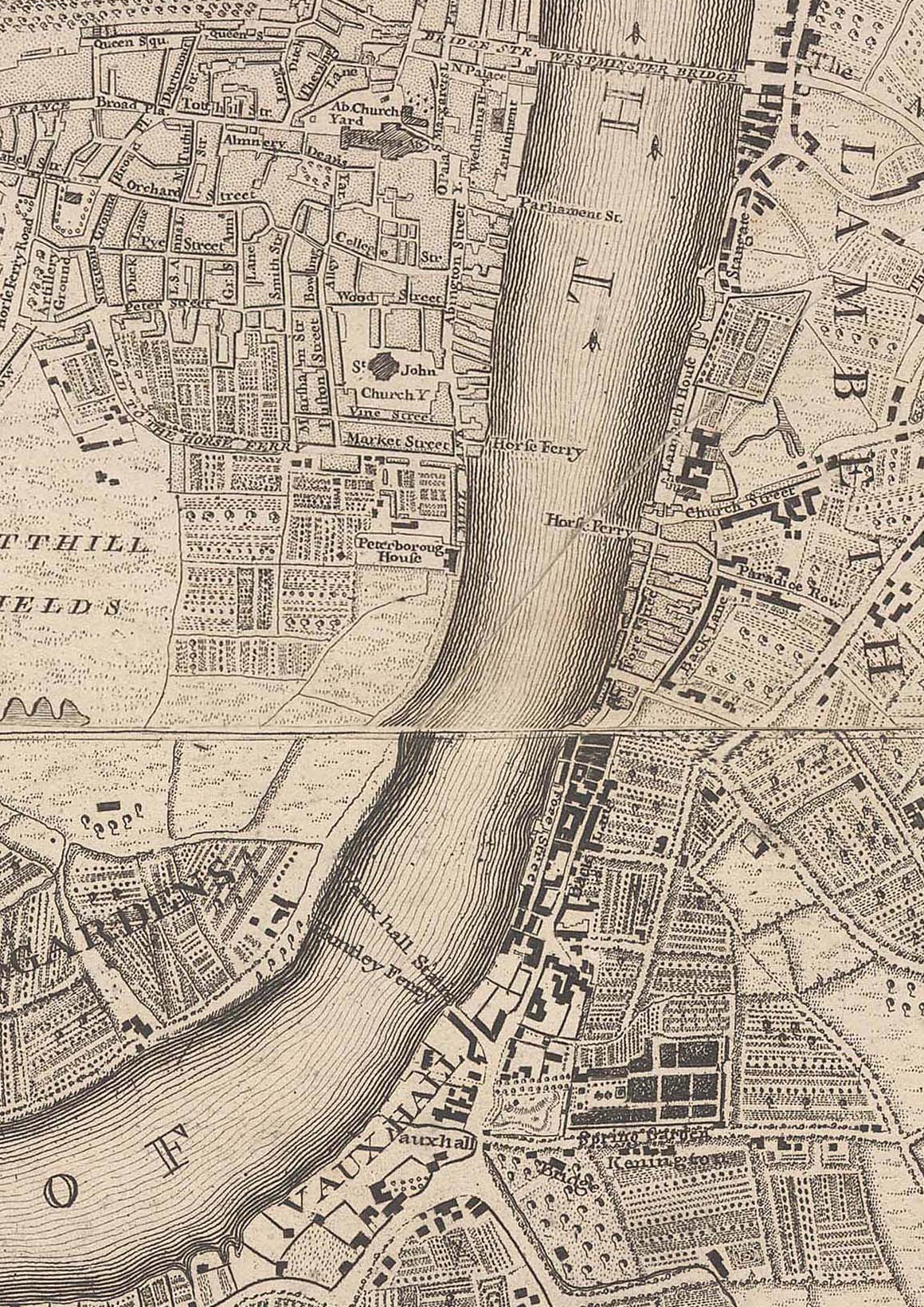
1746年のウェストミンスターとランベス。工事中の橋が描かれている。ハントリー・フェリー[注 2]が現在のヴォクスホール橋付近を繋いでいる
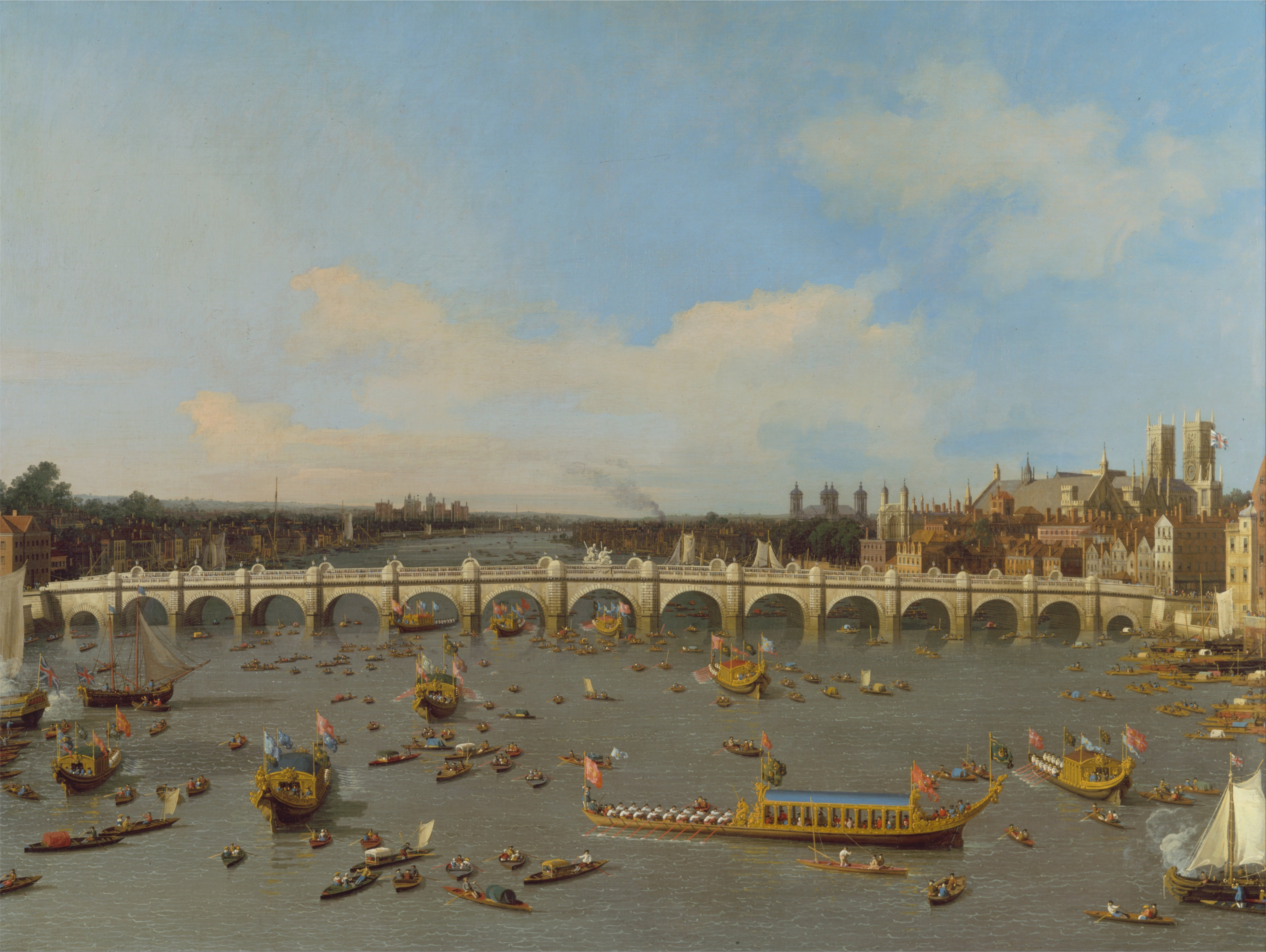
1747年にカナレットが描いた初代ウェストミンスター橋
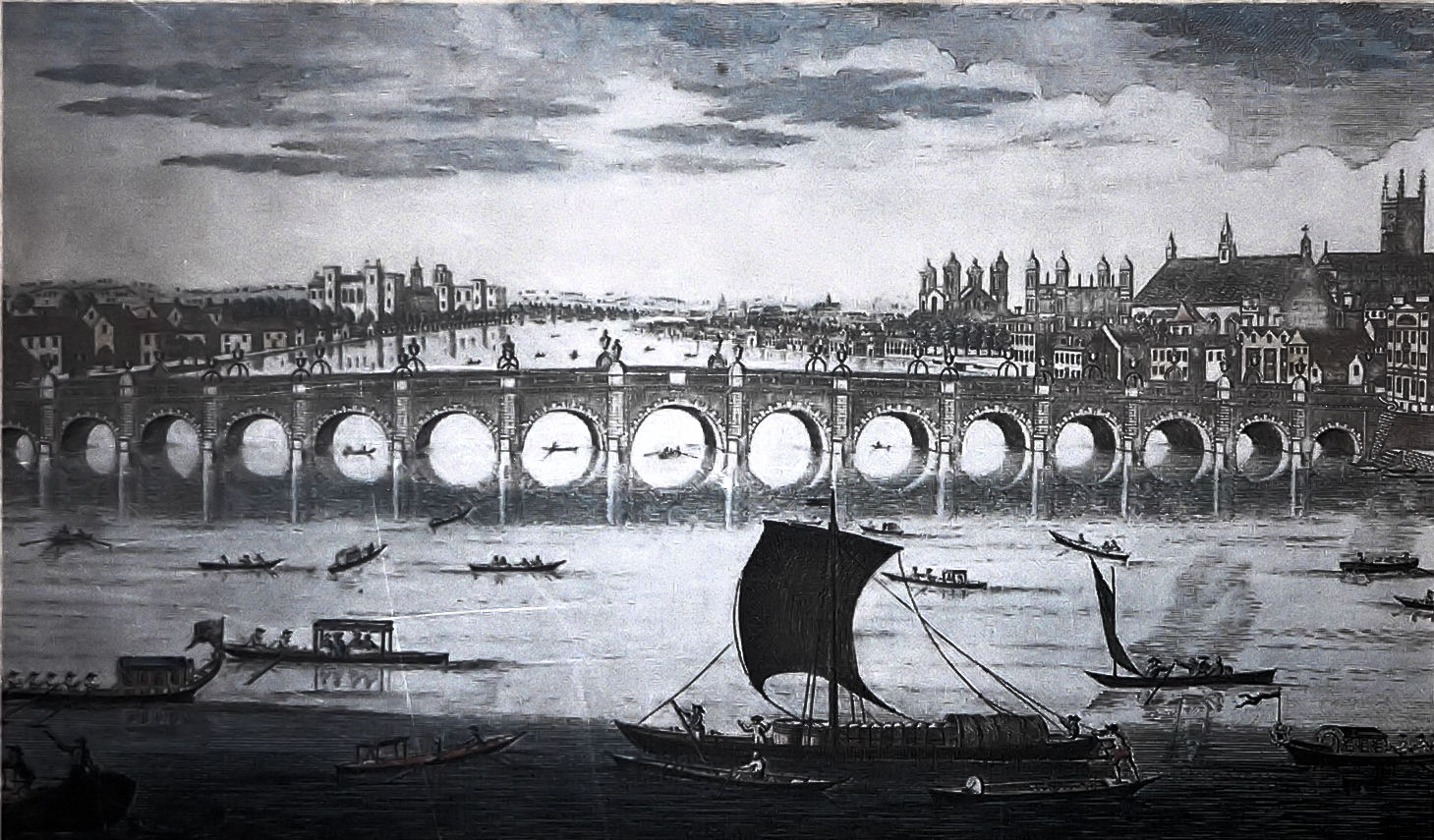
1750年頃の様子。橋の所有者たちは、初期の「ホースフェリー」操業者や地元の船頭たちに補償金を支払わなくてはならなかった
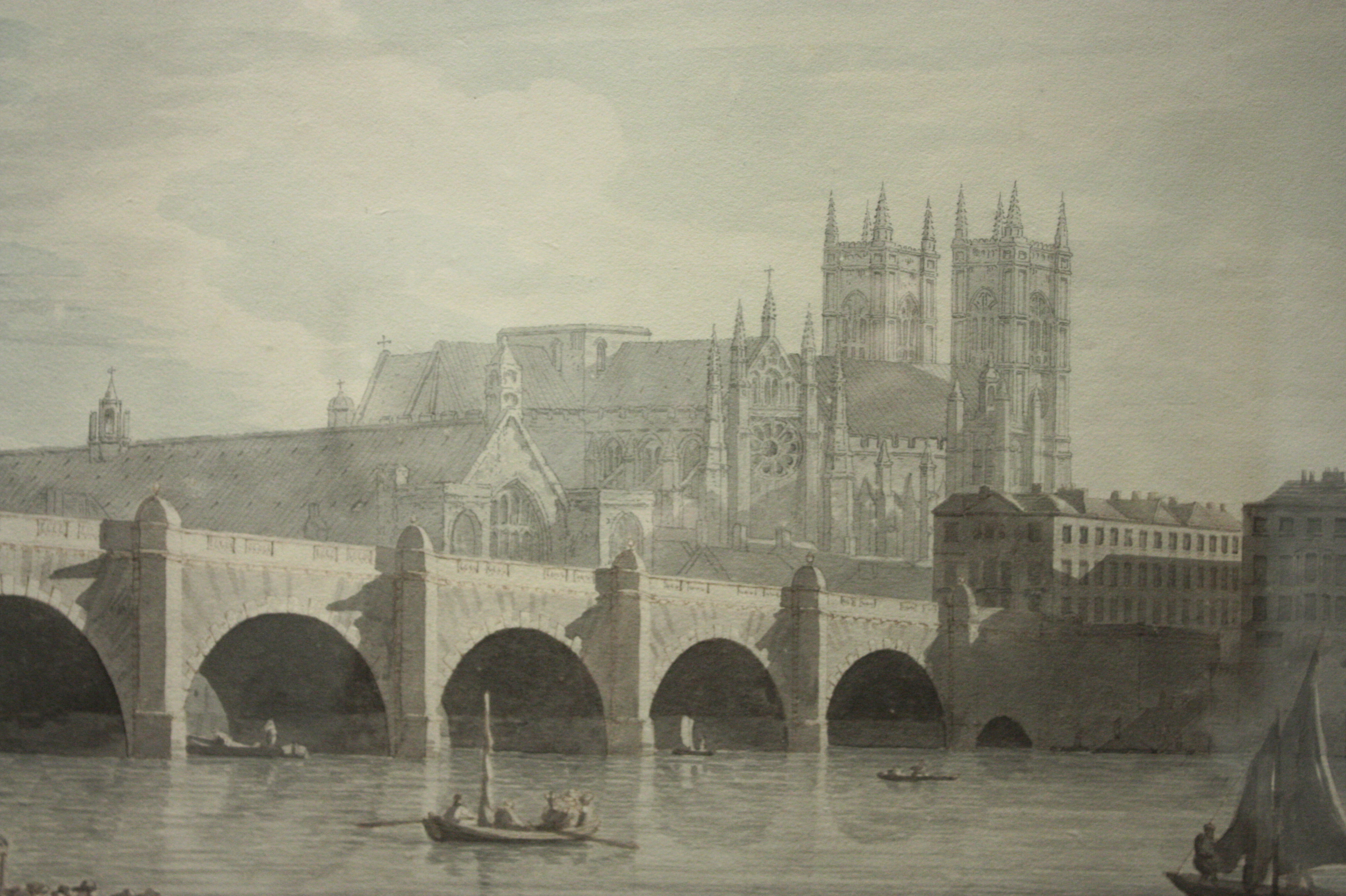
1789年にジョゼフ・ファーリントンが描いた絵。ここで描かれる橋は最初に建てられたものである
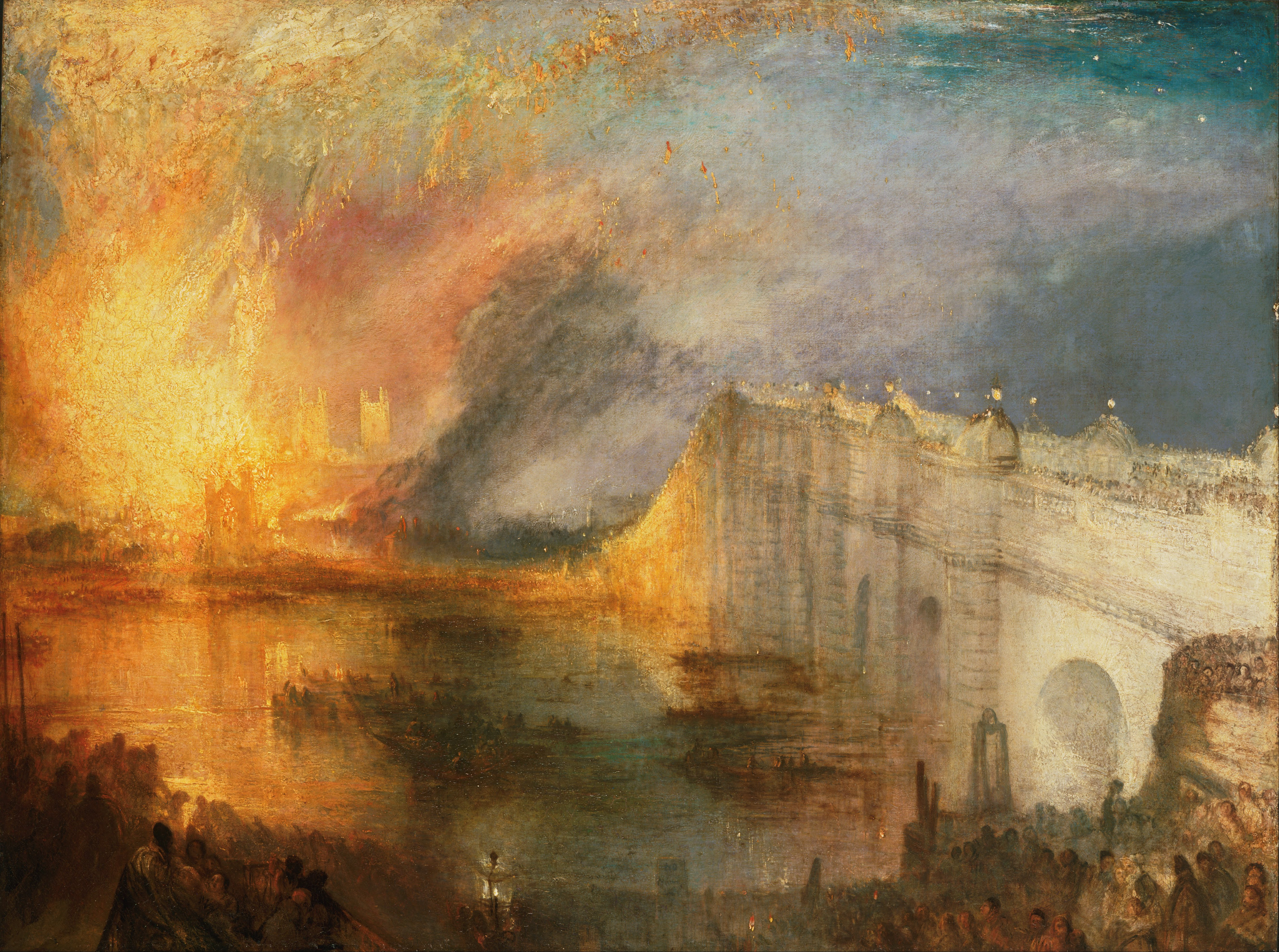
1835年にターナーが描いた "The Burning of the Houses of Lords and Commons" (en) [注 3]。右手にこの橋が見える
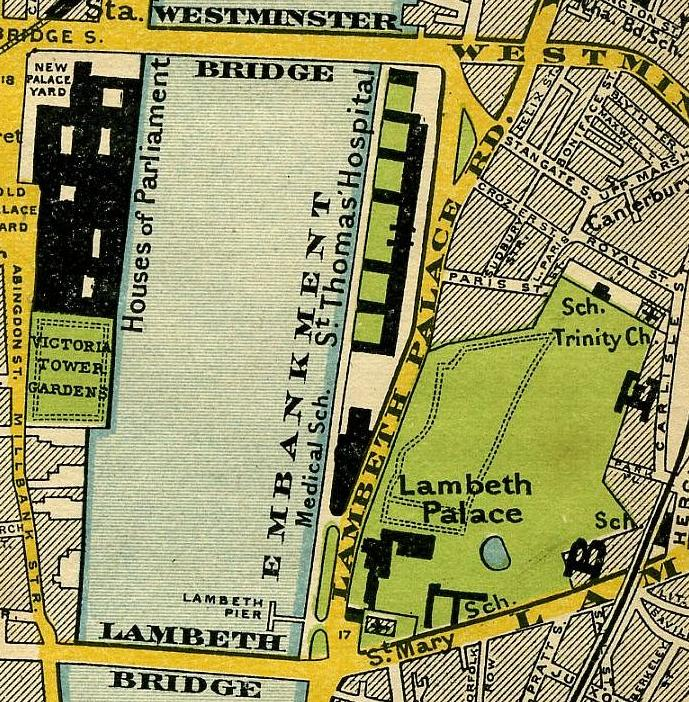
1897年の地図。ランベス・パレス、ランベス橋（英語版）、ウェストミンスター宮殿、そしてこの橋が確認できる

## ポップ・カルチャーでの利用

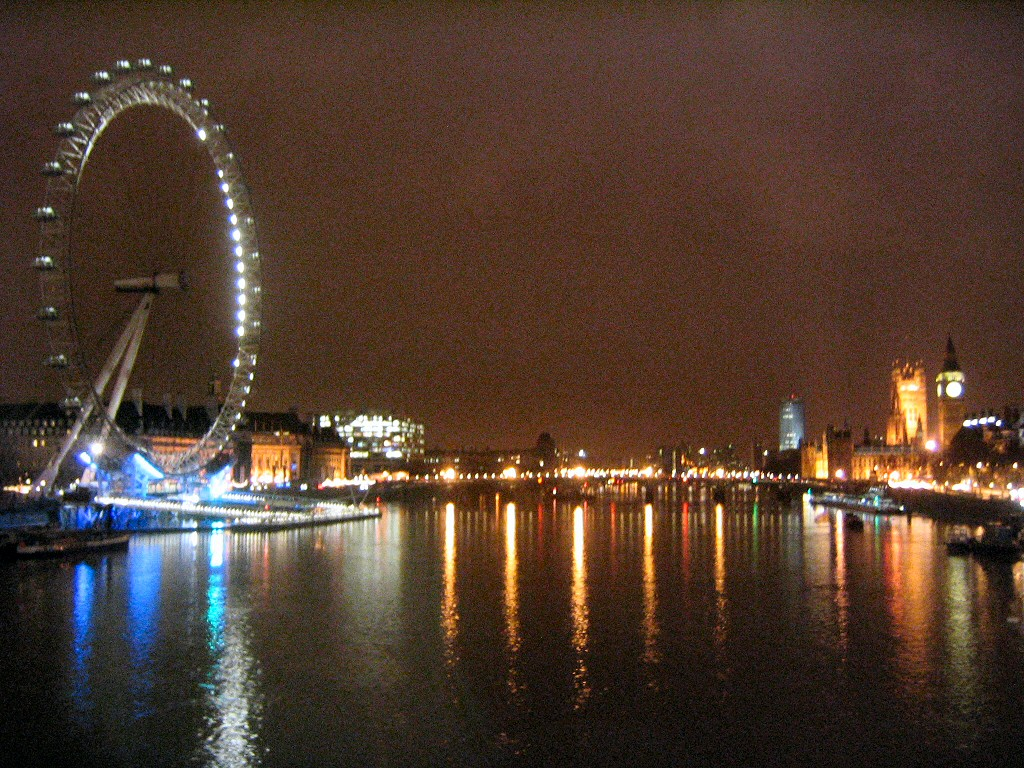
橋の夜景。周囲には国会議事堂やロンドン・アイなどの名所がある

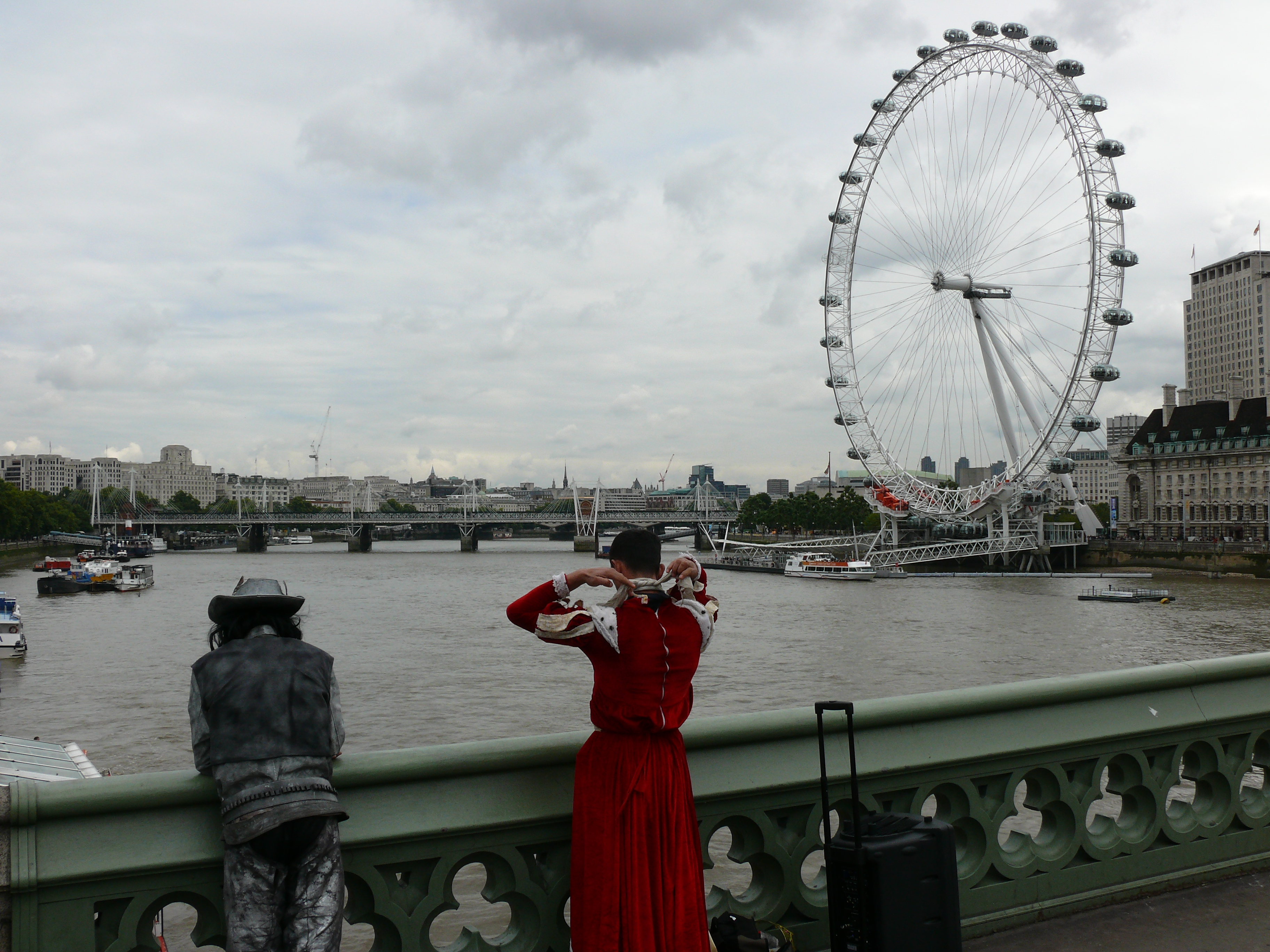
橋の上にいるストリート・アーティストとロンドン・アイ

2002年に英国で制作されたホラー映画『28日後...』では、昏睡状態から目覚めた主人公がロンドンの荒廃に気付き、不気味なほど人気の無いウェストミンスター橋を、生存者がいないか探しながらさまよい歩くシーンがある。
ロンドンで開かれる歴史あるランニング・レース、ブリッジズ・ハンディキャップ・レースでは、この橋がスタート・ゴール地点になる。
ウィリアム・ワーズワースは、ソネット "Composed upon Westminster Bridge, September 3, 1802" (en) に、この橋を詠んでいる。
BBCで放送されているSF・テレビシリーズ『ドクター・フー』には、この橋が何度も登場している。初登場は1964年に放送されたエピソード10 "The Dalek Invasion of Earth" (en) であり、荒廃した橋が劇中に登場する。劇中でダーレクたちは、橋や隣接するアルバート・エンバンクメントを滑り進む。このエピソードから、2005年の『ラジオ・タイムズ』誌の表紙には、ウェストミンスター橋を疾走するダーレクがあしらわれた。2005年に放送された復活シリーズ初回の『マネキン・ウォーズ』 (Rose (Doctor Who)) では、9代目ドクター（演：クリストファー・エクルストン）とコンパニオンのローズ・タイラー（演：ビリー・パイパー）がこの橋を走り抜ける。2006年に放送された『嵐の到来』 (Army of Ghosts) では、多くのサイバーマンが橋に集結し10代目ドクター（演：デイヴィッド・テナント）の前に姿を見せる。また同シリーズの『サイバーマン襲来』 (Rise of the Cybermen) にも橋が登場しているほか、このシーズンのサウンドトラック (en) にも橋と同名のトラックが存在する。2013年に放送されたエピソード『セントジョンの鐘』 (The Bells of Saint John) では、11代目ドクター（演：マット・スミス）とクララ・オズワルド（演：ジェナ・コールマン）が反重力バイクで橋を駆け抜ける。ピーター・カパルディが12代目ドクターを演じる第8シリーズにも橋が登場しているが、これは作品の撮影が主に行われているカーディフにセットを組んだものである。
ウェストミンスター橋は、『空飛ぶモンティ・パイソン』でも用いられた。第4シリーズ第4話（通算第43話）の『ハムレット』で演じられるスケッチ、『ネイション・ワイド』に橋が登場する。これは、当時BBCで放送されていた時事番組『ネイションワイド』のパロディである。リポーターのジョン・ダル（演：グレアム・チャップマン）は橋の上に送り込まれ、「椅子に座ったまま、何分間脚を休めていられるか」調査する。調査中のダルの元へ、マイケル・ペイリン演じる警官が現れ、椅子を没収して、道向かいにいる女性（女装したテリー・ジョーンズ）から盗んだものだろうと難癖を付ける。その後警官は、道を渡り女性の持っていた椅子を奪ってリポーターの横に座り、手近な通行人から弁当など様々なものを公然と盗み取るというスケッチである。
2000年の映画『102』では、クルエラ・ド・ヴィルがビッグ・ベンの鐘を聞いて元の悪女に戻ってしまうシーンがあり、彼女は橋の上で白地に黒い斑点の入ったもの（ダルメシアンの模様である）をいくつも見ることとなる。
映画『クイーン・オブ・ザ・ヴァンパイア』の最終シーンでは、ジェシー（演：マーガリート・モロー）と吸血鬼レスタト（演：スチュアート・タウンゼント）が、ビッグ・ベンに向かって橋を渡るシーンがある。
ジェームズ・ボンドシリーズ第24作の映画『007 スペクター』（2015年）では、ブロフェルド操縦するヘリコプターがこの橋に墜落し、彼はこの橋の上で確保される。